# Tapaninvainio
Tapaninvainio (en suédois : Staffansslätten) est une section du quartier de Tapaninkylä et du district de Malmi à Helsinki, la capitale de la Finlande.

## Description
Tapaninvainio a une superficie de 2,40 km2, sa population s'élève à 7 931 habitants(1.1.2010) pour 749 emplois(31.12.2011). On peut donc constater que le taux de chômage est particulièrement élevé.